# Vojvođanska liga Zapad
Vojvođanska liga Zapad je bila jedna od tada ukupno 8 zonskih liga u fudbalu. Zonske lige su četvrti nivo ligaških fudbalskih takmičenja u Srbiji. Liga je formirana 2004. godine, ali su tada postojale i Vojvođanske lige Sever i Jug. U ligu su ulazili prvaci Somborske, Sremske i Novosadske područne lige. Prvak je išao direktno u Srpsku ligu Vojvodina, dok je drugoplasirani na tabeli igrao baraž za popunu Srpske lige sa drugoplasiranom ekipom Vojvođanske lige Istok.
Liga je ukinuta 2014. godine prilikom reorganizacije takmičenja četvrtog ranga na teritoriji Fudbalskog saveza Vojvodine zajedno sa Vojvođanskom ligom Istok, a umesto njih nastale su tri zone - Banatska, Bačka i Novosadsko-sremska. 

## Pobednici svih prvenstava
| Sezona   | Br. klub. | Prvak                          | Bodovi | Drugoplasirani                 | Bodovi |
| 1995/96. | 18        | FK Kabel, Novi Sad             | 71     | FK Radnički, Bajmok            | 71     |
| 1996/97. | 18        | FK Elan, Srbobran              | 68     | FK Sutjeska, Bačko Dobro Polje | 65     |
| 1997/98. | 18        | FK Veternik, Novi Sad          | 77     | FK Radnički, Bajmok            | 74     |
| 2008/09. | 18        | FK Veternik, Novi Sad          | 79     | FK Donji Srem, Pećinci         | 75     |
| 2009/10. | 18        | FK Solunac, Rastina            | 73     | FK Cement, Beočin              | 71     |
| 2010/11. | 16        | FK Dunav, Stari Banovci        | 66     | FK Borac, Novi Sad             | 64     |
| 2011/12. | 16        | FK Radnički, Sremska Mitrovica | 58     | FK Jedinstvo, Stara Pazova     | 57     |
| 2012/13. | 16        | FK Bačka, Bačka Palanka        | 64     | FK Indeks, Novi Sad            | 57     |
| 2013/14. | 16        | FK PIK Prigrevica, Prigrevica  | 65     | FK Cement, Beočin              | 55     |

## Poznatiji klubovi učesnici
Ovo su neki od klubova koji su od 2008. prošli kroz ligu:
- FK 1. Maj, Ruma
- FK Bačka Bačka Palanka, Bačka Palanka
- FK Borac Novi Sad, Novi Sad
- FK Veternik, Veternik
- FK Vrbas, Vrbas
- FK Graničar 1924, Adaševci
- FK Donji Srem, Pećinci
- FK Dunav Stari Banovci, Stari Banovci
- FK Jedinstvo Stara Pazova, Stara Pazova
- FK Mladost Bački Jarak, Bački Jarak
- FK Omladinac Novi Banovci, Novi Banovci
- OFK Jugović, Kać
- FK Radnički Irig, Irig
- FK Radnički Sremska Mitrovica, Sremska Mitrovica
- FK Solunac, Rastina
- FK Srem Sremska Mitrovica, Sremska Mitrovica
- FK Stanišić, Stanišić
- FK Hajduk Beška, Beška
- FK Cement, Beočin
- FK Crvena zvezda Novi Sad, Novi Sad
- FK Crvenka, Crvenka

## Spoljašnje veze
- Резултати и табеле „Војвођанске лиге Запад“ www.srbijasport.net (језик: српски)